# قرية با محمد
قرية با محمد مدينة مغربية تقع شمال المملكة المغربية، تنتمي إلى الجهة الشمالية الوسطى (جهة: فاس-مكناس)و إداريا إلى إقليم تاونات، وتقع شمالي مدينة فاس، تضم دائرة قرية با محمد 16.712 نسمة (إحصاء رسمي 2004) مساحتها 42 كيلومترا مربع.
وتعرف قرية بامحمد بالقبيلة اشراكة

## نبذة تاريخية
إن الجماعة الحضرية لقرية با محمد في شكلها الحالي، هي نتيجة للتقسيم الإداري الذي عرفته المملكة الشريفة خلال سنة 1992، حيث تم تقسيم الجماعة القروية الأم «قرية با محمد»، إلى عشر جماعات: 9 جماعات قروية وجماعة حضرية.
قرية با محمد هو اسم هذه الجماعة وهو اسم مركب من كلمتين: «قرية» وتعني بلغة ريفية أقل من مدينة، و«با محمد» اسم باشا مشهور بالمنطقة، لعب فيها دورا مهما جعلها تعرف باسمه.
وكما كان يطلق اسم قرية با محمد على الجماعة، كان أيضا يطلق على كيانين ترابيين وإداريين وهما:
•	دائرة قرية با محمد: قيادة القرية سابقا وحاليا قيادة (بني سنوس فشتالة) وقيادة اشراكة وقيادة أولاد عيسى واحجاوة.
•	عشر جماعات واحدة حضرية، وهي بلدية قرية با محمد وتسع جماعات قروية وهي: مولاي عبد الكريم - بني سنوس - مولاي بوشتى - بوشابل - اجبابرة - الولجة - سيدي العابد - الغوازي - مكانسة.

## الموقع الجغرافي
تقع الجماعة الحضرية لقرية با محمد شمال المملكة المغربية، بمقدمة جبال الريف في ملتقى خطي الطول 5° درجات و 12 دقيقة، والعرض 34° درجة و23 دقيقة، شمال خط الاستواء، وغرب خط غرينتش، وهي جماعة تقع جنوبا بالمنطقة الشمالية الوسطى، شمال مدينة فاس بحوالي 58 كيلومتر، التابعة إداريا لإقليم تاونات، مساحتها 42 كيلومتر مربع،عدد سكانها حوالي 18و735 نسمة، حدودها:
- شمالا: جماعة مولاي عبد الكريم.
- جنوبا: جماعة بني سنوس.
- شرقا: جماعة مولاي عبد الكريم وجماعة بني سنوس.
- غربا: جماعة بني سنوس وجماعة الغوازي.

## شعار ورمز الجماعة
أحدث شعار ورمز الجماعة بناءً على مداولات المجلس، خلال دورته العادية لشهر غشت 1983، بتاريخ 07 ذو القعدة سنة 1403، موافق 16 غشت 1983، وذلك طبقا لمقتضيات الظهير الشريف رقم 1.10.200. بتاريخ 03 شعبان 1390، موافق 15 أكتوبر 1970. ويتمثل فيما يلي:
- اللون الأخضر: لون السلام، يمثل ضريح الولي الصالح سيدي محمد السنوسي.
- أربع سنبلات قمح: تعني أربع مشيخات بالجماعة.
- بندقية بوحبة: تعني المقاومة.
- الخيول: عام بالنسبة للدوائر وتعني تربية الماشية.
- الشعار: آية قرآنية {وجعلنا من الماء كل شيء حي}.

## الرياضة
```
تتوفر قرية با محمد على ملعب بلدي أعطيت انطلاقته سنة 2022، بالإضافة إلى قاعة مغطاة.
```